# Quantock Hills

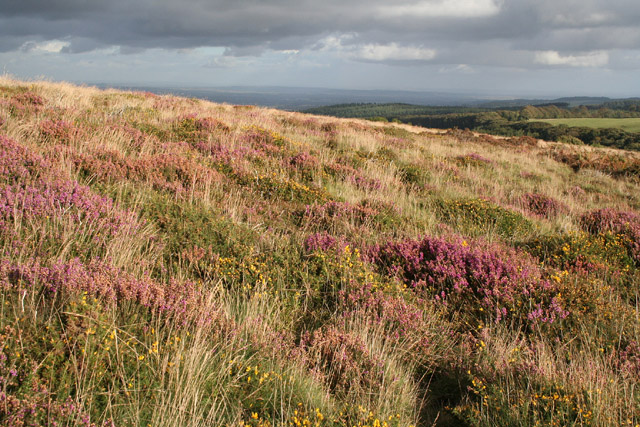
Brughiera nei pressi di Crowcombe, nelle Quantock Hills

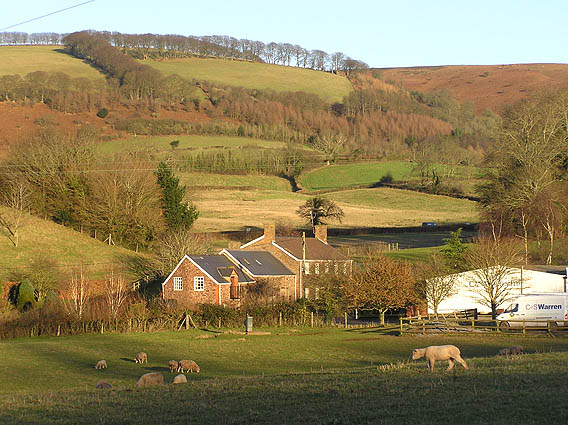
Una fattoria nelle Quantock Hills

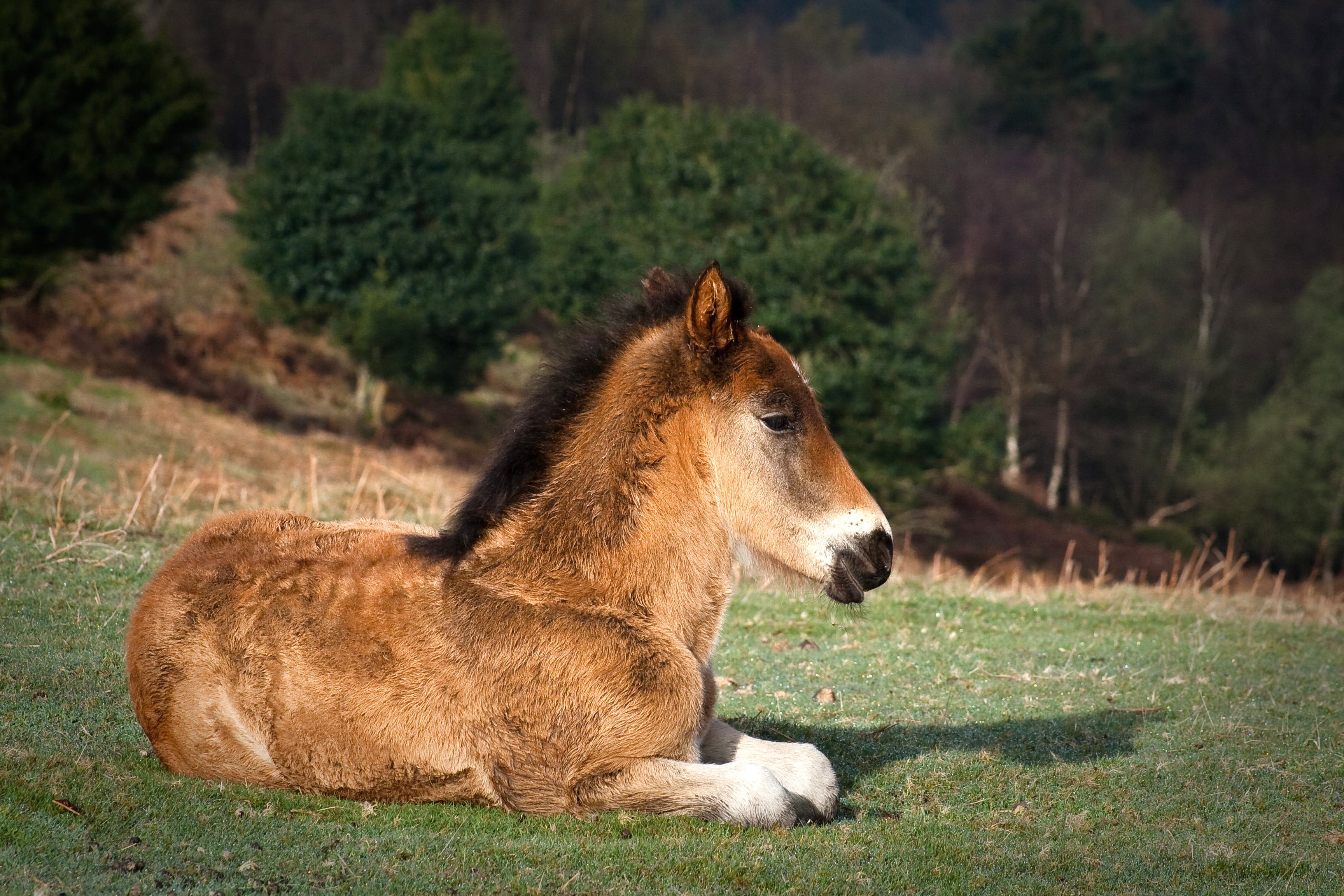
Un pony nelle Quantock Hills

Le Quantock Hills sono delle colline di arenaria rossa dell'Inghilterra sud-occidentale, che si estendono per circa 19,2 km in lunghezza nella contea del Somerset e - più precisamente - nel Somerset nord-orientale, tra i distretti di Taunton Deane, Sedgemoor e - in parte - del West Somerset. Raggiungono un'altezza massima di 385 metri.
La zona è classificata dal 1956 come Area of Outstanding Natural Beauty ("area di eccezionale bellezza naturale") e alcune sue parti sono di proprietà del National Trust.

## Etimologia
Il nome Quantock deriva dal termine celtico cantuc, che significa "orlo" oppure "cerchio".

## Geografia

### Collocazione
Le Quantock Hills si estendono a sud delle località di Watchet, East Quantoxhead e Kilve sino a Kingston St Mary, ad est dell'autostrada A358, ad ovest di Bridgwater e a nord di Taunton.

### Località
Le località situate nell'area delle Quantock Hills o ai piedi delle stesse sono le seguenti:
- Aisholt
- Bicknoller
- Broomfield
- Combe Florey
- Crowcombe
- East Quantoxhead
- Enmore
- Goathurst
- Holford
- Kilve
- Kingston St Mary
- Nether Stowey
- Over Stowey
- Spaxton
- Stogumber
- Stogursey
- Watchet
- West Bagborough
- West Quantoxhead
- Williton

## Flora & Fauna

### Fauna
Nell'area fu introdotto nel 1816 il cervo nobile, portato qui dall'Exmoor e del quale è ammessa la caccia. Presenti anche il corvo e, tra gli anfibi, il tritone palmato.

## Le Quantock Hills nel cinema e nelle fiction
- Le Quantock Hills sono state una delle location del film del 2000 Pandaemonium[6]